# 삿사 나리마사
삿사 나리마사(일본어: 佐々成政 さっさ なりまさ[*], 덴분 5년 음력 1월 15일(1536년 2월 6일)? ~ 덴쇼 16년 윤5월 14일(1588년 7월 7일))는 센고쿠 시대부터 아즈치모모야마 시대까지의 무장이며, 히고국의 다이묘이다. 통칭은 구라노스케(内蔵助).

## 생애
오와리국 가스가이군 히라성에서 삿사 나리무네(佐々成宗)의 3남으로 태어났다. 삿사는 형제가 위로 마사쓰구, 마고스케 등이 있었지만 형들이 연달아 싸움에서 전사하였기 때문에, 에이로쿠 3년(1560년)에 가독의 후계자로 히라성주가 되었다.
오다 노부나가의 시종으로 들어간 삿사는 우마마와리(馬廻)로 활약하여 전공을 세우고, 오다씨의 무장으로 여러 전투에서 활약하여 오다군의 흑모의 무리의 장수가 되었다.
덴쇼 3년(1575년) 5월의 나가시노 전투에서 마에다 도시이에, 노무라 마사시게, 후쿠도미 히데카쓰, 반 나오마사와 함께 철포대를 이끌었다. 철포봉행(砲奉行)의 한 사람이기도 하다.
오다 노부나가의 에치젠 정벌 이후 시바타 가쓰이에가 에치젠 영지를 받자 그곳의 한 군을 받아, 시바타 휘하에 소속되어 가가의 일향종과 싸움을 거듭하였다.
이 때 삿사 나리마사는 마에다 도시이에, 후와 미쓰하루와 함께 에치젠 후추 10만 석을 같이 받았지만, 함께 받는 사람이 3명이였기에 3만 3000석으로 나누어 다스렸다.
우에스기 겐신의 사망 이후 오다군이 엣추를 점령하면서, 엣추국을 다스리는 권한을 얻게 되었다.
덴쇼 10년(1582년) 혼노지의 변이 일어났을 때, 호쿠리쿠 방면군은 우에스기군의 마지막 거점인 엣추 우오즈성을 떨어뜨렸으나, 혼노지의 변이 각 장수한테 전해지자 장수들은 각자의 영지로 돌아갔기 때문에 우에스기군의 저지를 받게 되었고, 결국 시바타 가쓰이에의 몰락 원인이 된다.
삿사 나리마사는 우에스기 가게카쓰에 대한 대비를 하기 위해, 시즈가타케 전투에는 참여하지 않고 숙부인 삿사 헤이자에몬(佐々平左衛門)를 지원군으로 보냈었다. 시바타 가쓰이에가 패배한 이후, 마에다 도시이에의 배반과 우에스기 가게카쓰의 압박으로 딸을 인질로 보내고 머리를 삭발하는 것으로 히데요시에게 항복하였다.
덴쇼 12년 (1584년), 고마키·나가쿠테 전투가 일어나자 삿사 나리마사는 도요토미 히데요시 측으로 가담하지 않고, 여름 무렵이 되자 도쿠가와 이에야스, 오다 노부카쓰 측에 가담하였다. 그렇게 되어, 히데요시 측에 붙었던 마에다 도시이에와의 스에모리성 전투가 일어났고, 이 때 에치고의 우에스기 가게카쓰와도 관계가 나빴기 때문에 양쪽으로 공격을 당해 고전하였다. 도요토미 히데요시와 도쿠가와 이에야스와의 화의가 성립되자, 삿사 나리마사는 이에야스의 재기 독촉을 위해 히다 산맥을 넘어 도쿠가와 이에야스를 만났지만, 성과를 얻지 못하였다.
1583년, 히데요시가 10만 대군으로 도야마성을 포위하였다. 삿사 나리마사는 오다 노부카쓰의 중재로, 도요토미 히데요시에게 항복하였다. 히데요시의 조정으로 목숨은 건질 수 있었으나, 자신의 영토인 엣추 동부의 니시카와군을 제외한 모든 영토를 몰수당했다.
이후, 규슈 정벌에 참가하여 히고를 받았으나, 히고의 호족들이 일제히 삿사의 정치에 들고 일어나는 바람에 할복 명령을 받게 되었다.

## 사후
나리마사의 외손녀 다카쓰카사 다카코(데루코의 딸)는 에도 막부 제3대 쇼군 도쿠가와 이에미쓰와 혼인, 미다이도코로가 된다.

## 일화
- 삿사 나리마사의 장남인 마쓰치요마루(松千代丸)는 자신의 첫 전투에서 전사하였다.

## 같이 보기
- 나가시노 전투